# Orchideae
Orchideae ist eine Tribus in der Unterfamilie Orchidoideae innerhalb der Familie der Orchideen (Orchidaceae).

## Beschreibung

### Vegetative Merkmale
Weit verbreitet bei den Orchideae ist ein spezielles Speicherorgan, das zum größten Teil aus Wurzelgewebe gebildet wird, aber auch ein Stück Spross mit Knospen einschließt. Eine solche Knolle überdauert die ungünstige Jahreszeit, in der Wachstumsperiode wird aus einer Seitenknospe eine neue Knolle gebildet. So lange, bis die Nährstoffe der vorjährigen Knolle aufgebraucht sind, bestehen also zwei Knollen nebeneinander.

### Generative Merkmale
Die zwittrigen Blüten sind zygomorph und dreizählig.
Die Staubbeutel sind in der Regel aufrecht oder herabgebogen und üblicherweise an ihrer Basis breit mit dem Gynostemium (der „Columna“) verwachsen. Diese Verwachsungszone erlaubt die Ausbildung komplizierter Strukturen unter Beteiligung von Gewebe der Staubbeutel und der Narbe. Nächst der Narbe liegt also die Basis der Staubbeutel, ein Merkmal, das die Orchideae mit den Diseae teilen und aufgrund dessen sie bei Dressler et al. 1960 als „Basitonae“ von allen anderen Orchideentaxa separiert wurden. Das Pollinium ist eine weiche, aber zusammenhängende, schnittfähige Masse, in viele kleine Abschnitte unterteilt. Aus ihrem Ansatz, aus Gewebe der Staubbeutel gebildet, ragen meist zwei Stielchen (Caudicel) heraus. An ihrem Ende sitzt je eine Klebscheibe (Viscidium), welches aus Gewebe des mittleren Narbenlappens gebildet wird. Ebenfalls aus Gewebe des mittleren Narbenlappens wird das Rostellum gebildet, das bei den Orchideae zwischen die einzelnen Theken des fertilen Staubbeutels hineinreicht. An der Basis dieses Staubblatts finden sich seitliche Anhängsel.

## Verbreitung
Die Arten der Subtribus Orchidinae s. str. sind hauptsächlich auf der Nordhalbkugel verbreitet, ebenfalls in Afrika und im tropischen Asien. Die Arten der ehemaligen Subtribus Habenariinae sind hauptsächlich im südlichen Afrika verbreitet, es gibt aber fast weltweit Arten.
Das evolutionäre Zentrum der Gattungen wurde in Südostasien vermutet, mit Wanderungsrouten einmal nach Südafrika sowie nach Europa, mit nachfolgender Entwicklung vieler Arten. Ebenfalls möglich ist aber ein Entwicklungszentrum in Afrika, von dem aus Asien und Europa besiedelt wurden.

## Systematik und botanische Geschichte

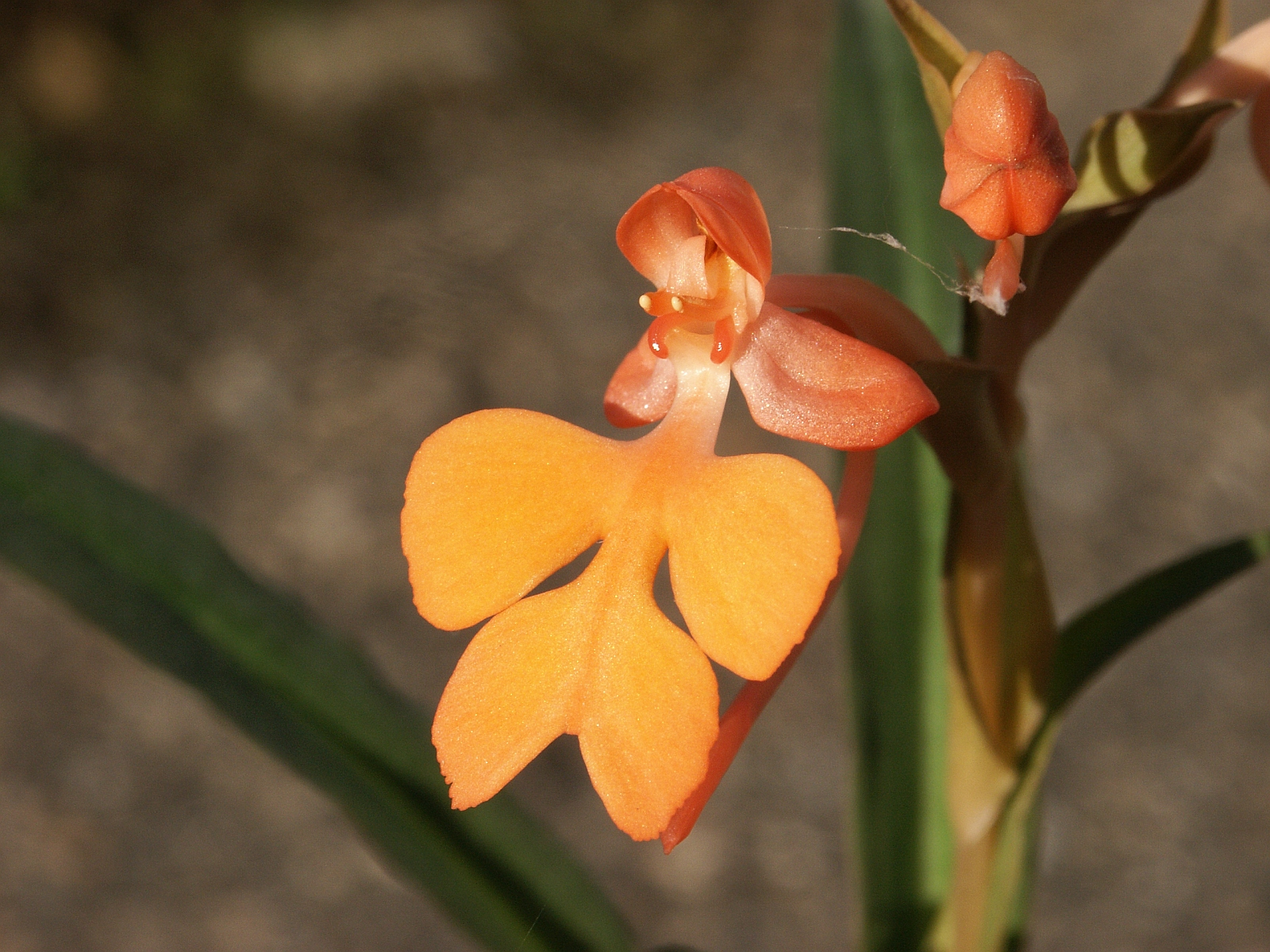
Zygomorphe Blüte von Habenaria rhodocheila

### 1993 bis 2012
In der Tribus Orchideae nach Dressler 1993 und Bateman et al. 2003 gab es zwei Untertribus: Orchidinae mit etwa 370 Arten in 34 Gattungen und Habenariinae mit etwa 930 Arten in 23 Gattungen.
Nach genetischen Studien ist die Subtribus Habenariinae nach Cameron et al. 1999 in ihrem „klassischen“ Umfang nicht monophyletisch, da sie nahe verwandt mit der Subtribus Satyriinae ist, die Dressler in die Tribus Diseae stellt.

### Ab 2012
Nach vielen molekulargenetischen Untersuchungen wurden andere Kladen deutlich. Monophyletisch ist die Subtribus Orchidinae nur wenn alle Gattungen der bisherigen Tribus Orchideae in einer erweiterten Subtribus Orchidinae stehen. Zur Subtribus Orchidinae s. l. siehe Hauptartikel Orchidinae.
Die Tribus Orchideae enthält nur noch die Subtribus Orchidinae s. l.